# Jacob van Liender
Jacob (ook wel genoemd: Jacobus) van Liender (gedoopt Utrecht, 30 augustus 1696 – begraven aldaar, 1 augustus 1759) was een Nederlands apotheker en arts. Daarnaast was hij een amateurtekenaar en -schilder.

## Biografie

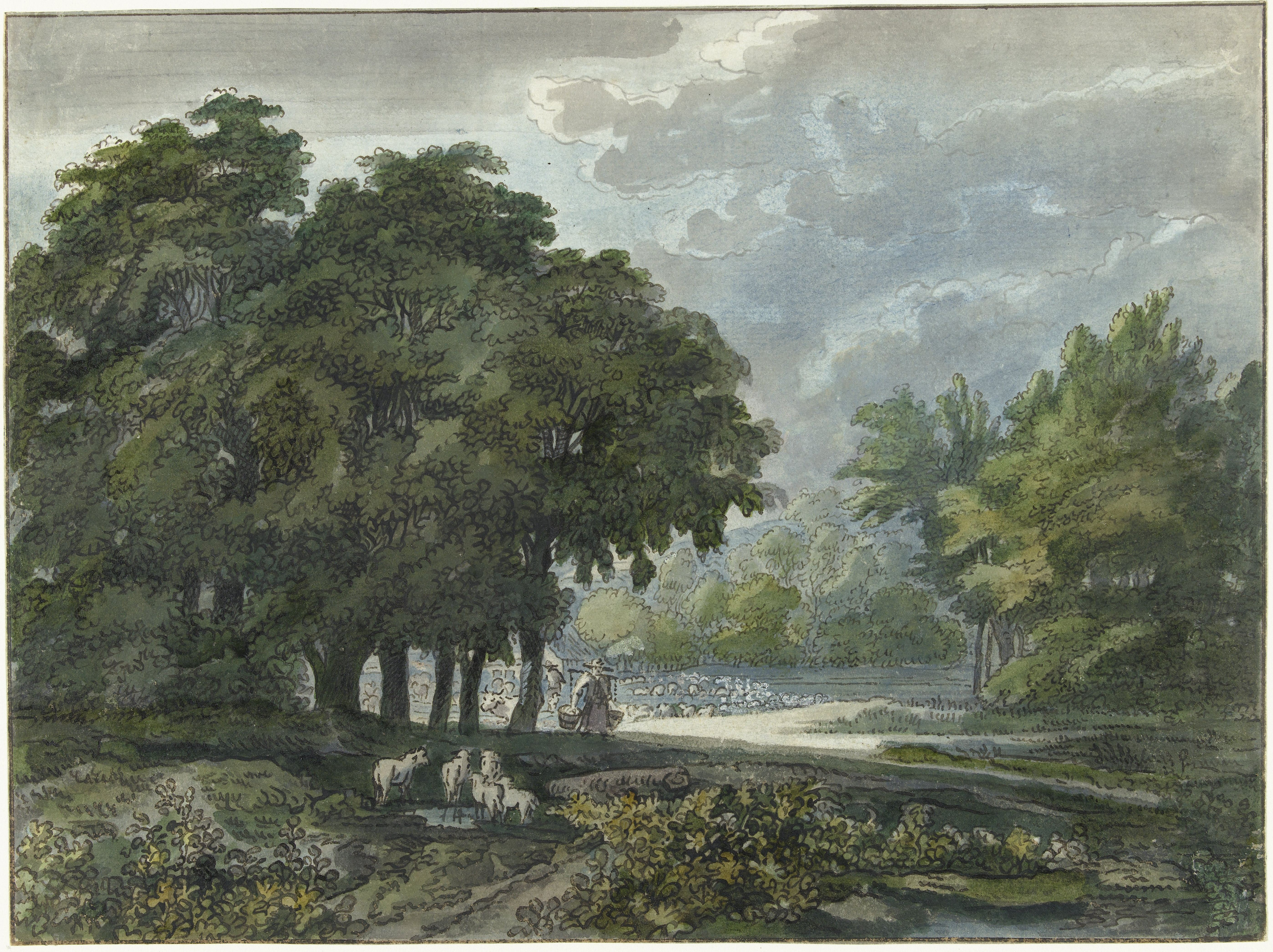
Jacob van Liender, Herders met kudde in bosrijk landschap

Hij werd geboren in Utrecht, als zoon van notaris Paulus van Liender en Cornelia van Vollenhoven. Hij werd op 30 augustus 1696 gedoopt in de Janskerk. Nadat hij zijn studie had voltooid, kocht zijn vader in 1716 voor hem een apothekerswinkel.
Hij schilderde arcadische en Italiaanse bos- en bergachtige landschappen in de trant van Nicolas Poussin. Hij was leraar van zijn neven Paulus van Liender en Pieter Jan van Liender.
Van Liender overleed, ongehuwd, in 1759. Hij werd begraven in de Geertekerk.
- Biografisch Portaal: 91649686
- Digitale Bibliotheek voor de Nederlandse Letteren: lien007
- International Standard Name Identifier: 0000 0003 9747 014X
- Nederlandse Thesaurus van Auteursnamen: 203784391
- RKD-Nederlands Instituut voor Kunstgeschiedenis: 49965
- Union List of Artist Names: 500030204
- Virtual International Authority File: 22539778
- WorldCat: E39PBJtmmxKKx9yvdr6rJDycfq